# نووی پازار (استان کرجالی)
نووی پازار (به بلغاری: Novi Pazar) یک منطقهٔ مسکونی در بلغارستان است که در شهرستان چرنوچن واقع شده‌است.
 نووی پازار  ۱۹۰ نفر جمعیت دارد.